# Sabine Gruber
Pour les articles homonymes, voir Gruber et ).
Sabine M. Gruber, née le 9 février 1960 à Linz (Autriche), est une écrivaine et journaliste musicale autrichienne.

## Biographie
Sabine M. Gruber étudie le français et le russe à l'université de Vienne et également le clavecin à l'université de musique de Vienne et suit aussi une formation vocale.
De 1980 à juillet 2012, elle est membre du Chœur Arnold Schoenberg. Gruber travaille d'abord  comme traducteur littéraire puis, de 1988 à 1993, comme rédacteur publicitaire. Aujourd'hui, elle vit comme écrivaine indépendante et journaliste musicale à Klosterneuburg près de Vienne.

## Publications
- Der Schmetterlingsfänger, roman, Oerindur Verlag, 1999,  (ISBN 3-9500580-3-6).
- Unmöglichkeiten sind die schönsten Möglichkeiten. Die Sprachbilderwelt des Nikolaus Harnoncourt, Musik-Sachbuch. 2002,  (ISBN 3-7017-1345-6).
- Michaels Verführung, roman, 2003,  (ISBN 3-901117-63-6).
- Mit einem Fuß in der Frühlingswiese. Ein Spaziergang durch Haydns „Jahreszeiten“, Musik-Sachbuch, 2009,  (ISBN 3-7017-1517-3).
- Kurzparkzone, nouvelles, 2010,  (ISBN 978-3-85452-666-7).
- Beziehungsreise, roman, 2012,  (ISBN 978-3-85452-685-8).
- Chorprobe, roman, 2014,  (ISBN 978-3-71172-013-9).
- 111 Orte der Musik in Wien, die man erlebt haben muss, Emons, 2018,  (ISBN 978-3-7408-0348-3).
- 111 Orte im Wienerwald, die man gesehen haben muss, Emons, 2020,  (ISBN 978-3-7408-0844-0).

## Adhésions
- PEN Club Autriche
- Cercle de littérature Podium (Literaturkreis Podium)
- IG Autorinnen Autoren
- Association des écrivains autrichiens (Österreichischer Schriftstellerverband)
- Société autrichienne Franz Kafka (Österreichische Franz Kafka Gesellschaft)

## Récompenses et distinctions
- (en) Sabine M. Gruber: Awards, sur l'Internet Movie Database
- 2002 : Prix de reconnaissance pour la littérature de la province de Basse-Autriche
- 2013/2014 : Bourse du Fonds Jubilé de la Literar Mechana
- 2016 : Bourse de travail de la Chancellerie fédérale (Art et Culture)

## Crédit d'auteurs
- (en) Cet article est partiellement ou en totalité issu de l’article de Wikipédia en anglais intitulé « Sabine M. Gruber » (voir la liste des auteurs).